# Prava LGBTIQ-osoba na Antigvi i Barbudi
Lezbijke, gejevi, transrodne, transseksualne i interseksualne osobe mogu naići na diskriminaciju na Antigvi i Barbudi. Homoseksualni su spolni odnosi legalni.
Dva članka tamošnjeg Zakona o seksualnim zločinima iz 1995. spominju homoseksualne odnose i zabranjuju ih, ali su homoseksualni spolni odnosi postali legalni 2022. godine.
Prema prvom, ako muškarac ima analni odnos s drugim muškarcem, bit će, ako se to otkrije, kažnjen doživotnom kaznom zatvora ako se radi o odrasloj osobi koja izvodi analni seks nad maloljetnikom. Ako odrasli muškarac izvrši odnos nad drugim odraslim muškarcem, može biti kažnjen s 15 godina zatvora. Ako maloljetnik izvrši analni odnos, kaznit će ga se s pet godina - ako se to otkrije.
Drugi članak zabranjuje i spolni odnos između žena.